# Returglasflaska

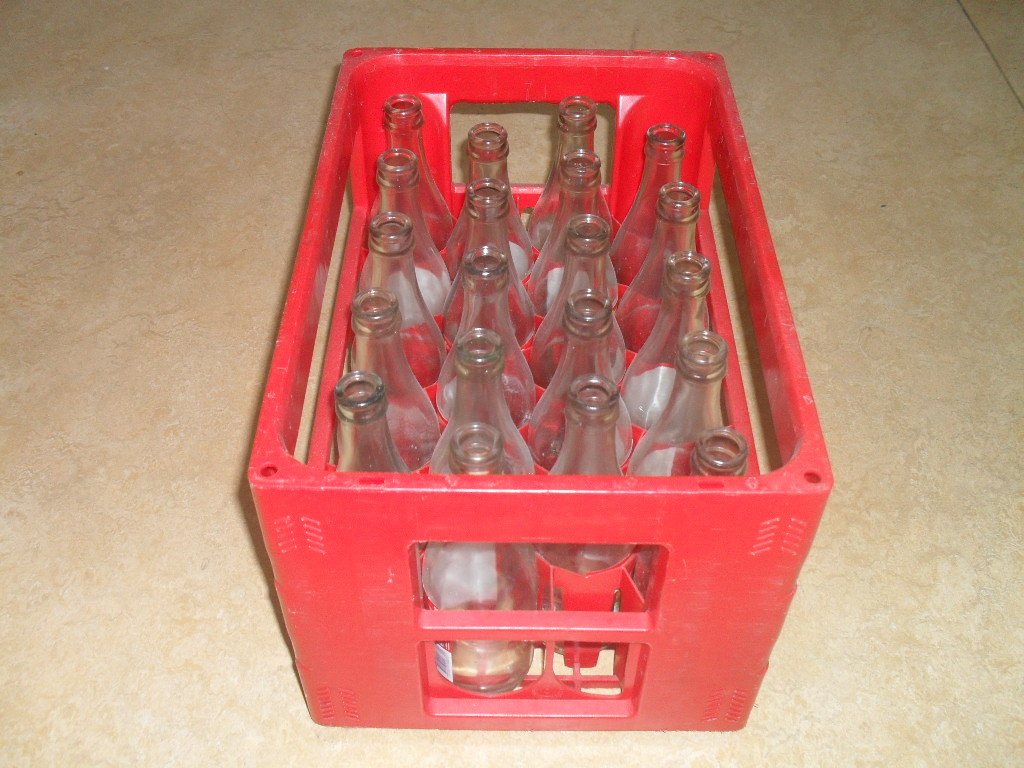
En röd back med 20 stycken 33-cl returglasflaskor.

Returglasflaskan är Sveriges – och möjligen världens – äldsta standardiserade glasförpackning. År 1884 kom flaskan i sin första version, knoppflaskan, som då tillverkades i tre olika storlekar: 1/6, 1/3 och 2/3 liter. Endast den mellanstora varianten, 33 cl-flaskan, återstår i produktion.
År 1993 introducerades den bruna 50 cl-flaskan som används för öl och cider.
Flaskorna säljs styckvis eller i back. I Sverige är backarna för 33 cl-flaskorna röda och för 50 cl-flaskorna blå. Flaskor och backar ingår i ett pantsystem.
Under 2010-talet ersattes många 33 cl-returglasflaskor i Sverige med PET-flaskor.
På flaskan kan man se när den är tillverkad. De två sista siffrorna i tillverkningsåret är på yngre exemplar inpräglade i nederkanten av glaset och på äldre flaskor i botten; i båda fall normalt i förening med en kod för producerande glasbruk, av vilka kan nämnas H (Hammar), S (Surte) och Å (Årnäs). År 2019 tillverkades flaskan endast på ett ställe i Sverige, vid Limmareds glasbruk (tidigare L, numera ʊ), och vid ett utländskt glasbruk, tyska Wiegand (W i cirkel).
Enligt uppgifter från bryggeriernas branschorganisation Sveriges Bryggerier cirkulerar en flaska i genomsnitt 40 gånger under sin livscykel. 

## Pant

### Sverige
Etiketterna på returflaskorna har eller ska få ett märke med pantbeloppet. Från och med 1 juni 2025 är panten på returglasflaskor i Sverige, oavsett storlek, höjd till 3 kronor styck. Anledningen är att få fler att panta flaskorna. Returglasflaskor kan pantas i kassan på Systembolaget och i vissa pantautomater.
Tidigare pantbelopp:
- 33 centiliter = 60 öre/styck
- 50 centiliter = 90 öre/styck